# 德意志国铁路E16型电力机车

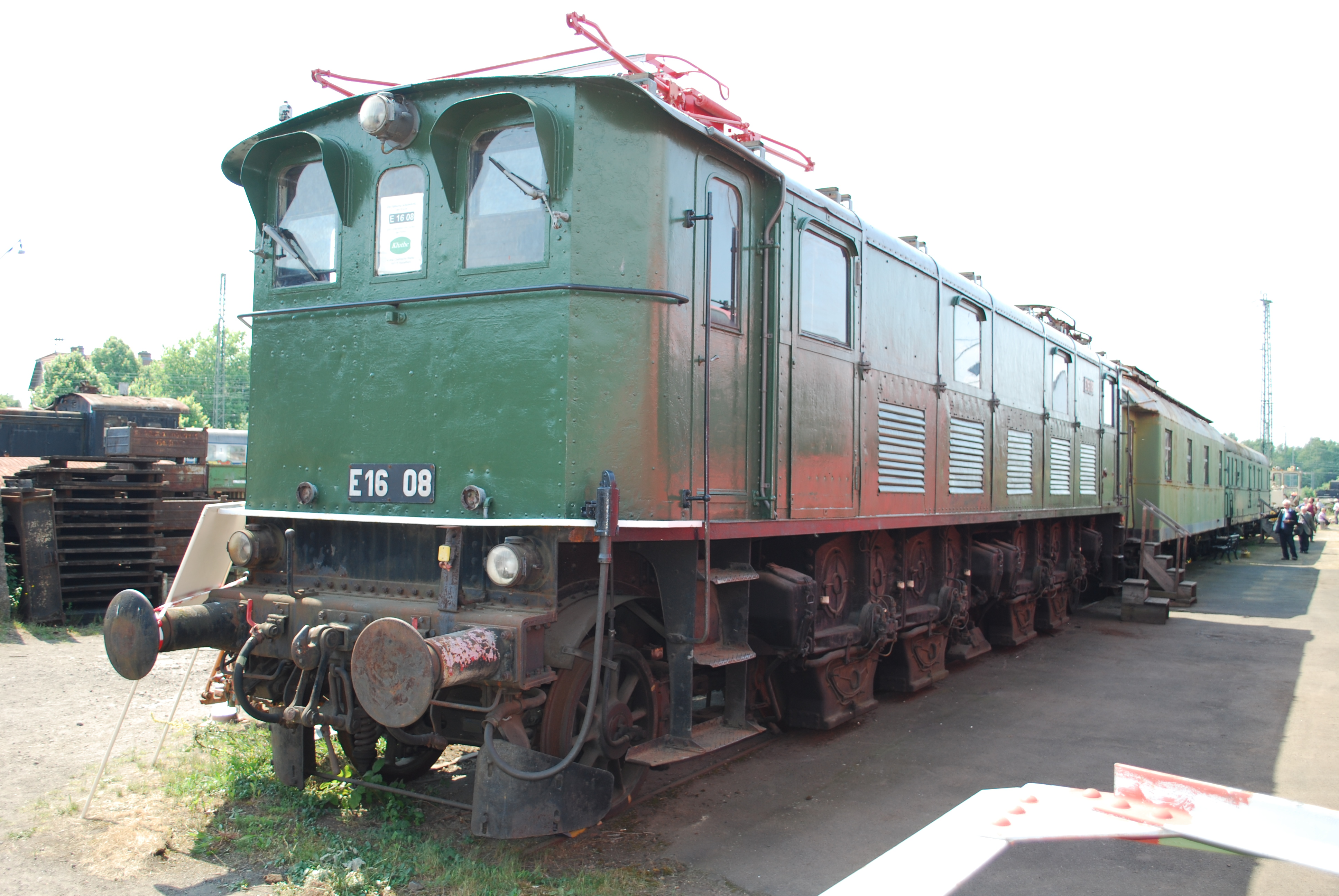
E16/116型

德国铁路116型在战前称为德意志帝国铁路E16型（DRG E16），在帝国铁路巴伐利亚管理局的治下牵引特快列车。这种机车在设计之初被称为巴伐利亚ES1型，后根据德意志国铁路的规定改为E16型，1968年改称116型。

## 历史
第一批E16机车(E16 01-10)于1926年交付使用，在随后的1927年又有第二批(E16 11-17)入役。第三批(E16 18-21) 则在1932-1933年间交付德意志国铁路使用。在这些机车中，E16 11和E16 13两辆车在二战中损毁，E16 12在1967年因事故退役，余下的18辆都在1968年的改名中改称116型，并在1973到1980年间陆续退役。1980年1月31号，最后一辆116型--116 009号停止使用，从而结束了该型机车长达54年的运用历史。
现在，只有四辆（E16 03、07、08、09）在博物馆和公园中保存。